# مضخمات ذات التغذية الخلفية السالبة

البنية العامة للتغذية الخلفية

مضخمات ذات التغذية الخلفية السالبة (بالإنجليزية: Negative feedback amplifier)‏ هي التركيبة القادرة على إضافة جزء من إشارة الخرج إلى إشارة الدخل، ويمكن للتغذية الخلفية أن تكون إما سالبة أو موجبة،
- موجبة، عندما تنعكس الإشارة بين دخل المضخم وخرجه عددا زوجيا من المرات، أي أنها لم تنعكس.[ا][2]
- سالبة، عندما تنعكس الإشارة بين دخل المضخم وخرجه عددا فرديا من المرات، بحيث تسعى إشارة التغذية الخلفية لأن تلغي إشارة الدخل (في مجال الترددات المتوسطة).[2]

تأتي أهمية التغذية الخلفية السالبة من كونها قادرة على (تحسين خطية إشارة المضخم واستقرار ربحه).

## لمحة تاريخية
اخترع هارولد ستيفن بلاك المضخم ذو التغذية الخلفية السالبة عندما كان متوجها نحو اكاوانا فيري (من محطة هوبوكين إلى مانهاتن) في طريقه للعمل في مختبرات بل في 2 أغسطس 1927  (ليحصل على براءة الاختراع رقم 2102671، الصادرة في عام 1937 )

## أهمية التغذية الخلفية السالبة
تطبق التغذية الخلفية السالبة في تصميم المضخمات للتأثير على واحدة أو أكثر من الصفات التالية:

### تخفيف حساسية الربح
أي تصبح قيمة الربح أقل حساسية للتغيرات في قيم بارامترات مكونات الدارة، كتغيرات درجة الحرارة.

### تخفيض التشوه اللاخطي
ويتم ذلك بجعل الخرج يتناسب طرديا مع الدخل، وذلك يعني استقرار الربح وجعله ثابتا ومستقلا عن مستوى الإشارة.

### تخفيض تأثير الضجيج
أي، تجعل إسهام الإشارات الكهربائية غير المرغوبة في الخرج  أقل ما يمكن.

### التحكم بممانعتي الدخل والخرج
أي، ترفع أو تخفض ممانعتي الدخل والخرج بانتقاء نمط التغذية الخلفية المناسب.

## الملاحظات
1. ↑  يستخدم هذا النوع من التغذية الخلفية في الدارات المهتزة، ودارات الاستقطاب الذاتي وبعض المرشحات الفعالة
2. ↑  المتولدة بالمكونات الكهربائية نفسها أو بالتداخل الخارجي